# Radikal 154
Radikal 154 mit der Bedeutung „Kaurischnecke“ (umgangssprachlich auch als „Kaurimuschel“ bezeichnet) ist eines von 20 der 214 traditionellen Radikale der chinesischen Schrift, die mit sieben Strichen geschrieben werden.
Mit 86 Zeichenverbindungen in Mathews’ Chinese-English Dictionary gibt es viele Schriftzeichen, die unter diesem Radikal im Lexikon zu finden sind.
Das Radikal „Kauri“ nimmt nur in der Langzeichen-Liste traditioneller Radikale, die aus 214 Radikalen besteht, die 154. Position ein. In modernen Kurzzeichen-Wörterbüchern kann es sich an ganz anderer Stelle finden. Im Neuen chinesisch-deutschen Wörterbuch aus der Volksrepublik China steht es zum Beispiel als Kurzzeichen (贝) an 106. Stelle.

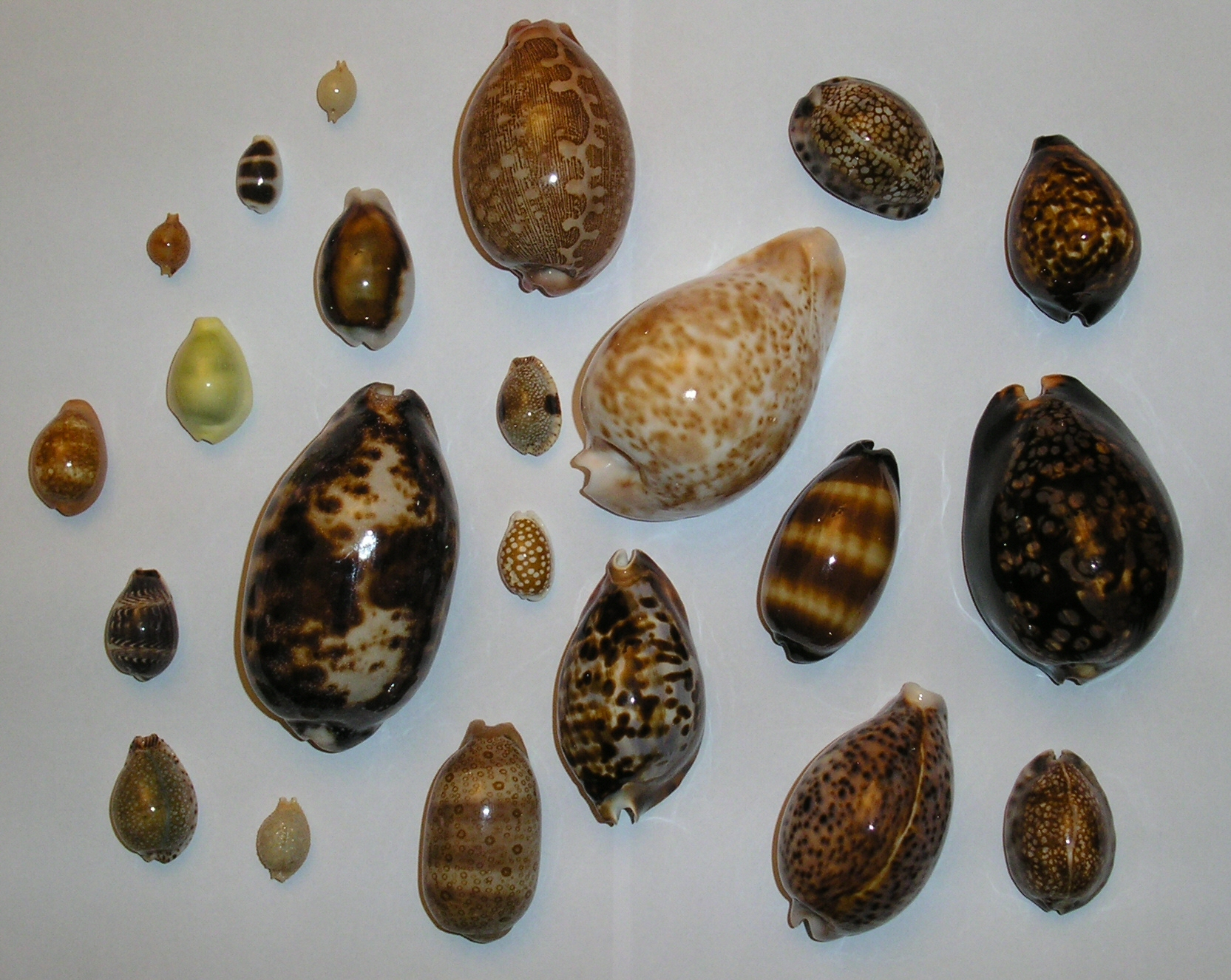
Kaurigeld

Im vorgeschichtlichen China wurden Kaurischneckenhäuser als Geld verwendet (Kaurigeld). Während der Shang-Dynastie kam erstmals Bronzegeld in Umlauf, das noch in Form der Schneckenhäuser geprägt wurde. Es ist daher verständlich, dass Kaurischnecken Reichtum symbolisieren. Das Piktogramm zeichnet Panzer und Fühler dieser Tiere nach.
Der Radikal 貝 (贝 bei) stellt seine Zeichen in die Bedeutungsfelder Geld und Handel wie zum Beispiel in 购 (gou = kaufen), 贵 (gui = wertvoll), 贷 (dai = Kredit), 贿 (= bestechen), 赂 (in: 贿赂 = bestechen), 货 (huo = Ware), 资 (zi = Kapital), 赈 (zhen = materiell unterstützen) und 赃 (zang = Diebesgut).
Die beiden Schneckenhäuser 贝 oben im Zeichen 婴 (= Säugling), leiten sich aus dem alten Brauch ab, Mädchen zwei Schneckenhäuser als Kette um den Hals zu hängen. Zwei 贝 (bei) nebeneinander wurden ausgesprochen, so dass diese Komponente in 婴 (= Säugling) Laut- und Sinnträger ist.
Im Zeichen 赖 (lai = sich auf jemanden stützen) fungiert die linke Komponente 刺 (lai) als - Laut und das rechte 贝 (bei) als Sinnträger. Seine ursprüngliche Bedeutung ist „gewinnen“.
Die Komponenten von 败 (bai = Niederlage) sind das Schneckenhaus 贝 (bei) und 攴 (pu, Radikal 66), die Hand mit dem Stock, die hier das Schneckenhaus zerschlägt = Verlust.
Das Zeichen 贼 (zei = Dieb) besteht aus dem Schneckenhaus 贝 (bei), der Hand (unten Mitte) und der Hiebaxt 戈 = Hand zerstört mit der Axt das Schneckenhaus, was dem ersten Sinn des Zeichens entspricht: beschädigen. Erst später wandelte sich seine Bedeutung zum heutigen Dieb.
Bisweilen tritt 贝 (bei) als Lautträger auf wie in 狈 (bei in: 狼狈 = in der Klemme sitzen) oder 钡 (bei = Element Barium). In dem verkürzten Zeichen 坝 (ba = Staudamm) fungiert 贝 (bei) nur als allgemeine Komponente, die die ursprüngliche, kompliziertere ersetzt.
Schreibvariante des Radikals (Kurzzeichen): 贝.
Mit 貝 werden Zeichenverbindungen von U+8C9D bis 贕 U+8D1C codiert, anschließend daran mit 贝 von U+8D1D bis 赣 U+8D63.
Achtung: 贝 ist dem Kurzzeichen für Radikal 147 见 sehr ähnlich.

## Schriftzeichenverbindungen, die vom Radikal 154 regiert werden
| Striche | Zeichen                                                                                         |                                        |
| ------- | ----------------------------------------------------------------------------------------------- | -------------------------------------- |
| +0      | 貝                                                                                              | 贝                                     |
| +02     | 貞 貟 負                                                                                        | 贞 负 贠                               |
| +03     | 財 貢 貣 貤                                                                                     | 贡 财                                  |
| +04     | 䝧 䝨 貥 貦 貧 貨 販 貪 貫 責 貭 貮                                                             | 责 贤 败 账 货 质 贩 贪 贫 贬 购 贮 贯 |
| +05     | 䝩 䝪 䝫 䝬 䝭 䝮 䝯 貯 貰 貱 貲 貳 貴 貵 貶 買 貸 貹 貺 費 貼 貽 貾 貿 賀 賁                   | 贰 贱 贲 贳 贴 贵 贶 贷 贸 费 贺 贻    |
| +06     | 䝰 䝱 䝲 䞌 賂 賃 賄 賅 賆 資 賈 賉 賊 賋 賌 賍 賎                                              | 贼 贽 贾 贿 赀 赁 赂 赃 资 赅 赆       |
| +07     | 㕢 䝳 䝴 䝵 賏 賐 賑 賒 賓 賔 賕 賖 賗 賘                                                       | 赇 赈 赉 赊                            |
| +08     | 䝶 䝷 䝸 䝹 䝺 䝻 䝼 䝽 䝾 䝿 䞍 䞎 賙 賚 賛 賜 賝 賞 賟 賠 賡 賢 賣 賤 賥 賦 賧 賨 賩 質 賫 賬 | 赋 赌 赍 赎 赏 赐 赑 赒 赓 赔 赕       |
| +09     | 䞀 䞁 䞂 䞃 䞄 䞏 䞐 賭 賮 賯 賰 賱 賲 賳 賴 賵                                                 | 赖 赗                                  |
| +10     | 䞅 䞆 賶 賷 賸 賹 賺 賻 購 賽                                                                   | 赘 赙 赚 赛                            |
| +11     | 䞇 賾 賿 贀 贂 贃 贄 贅                                                                         | 赜                                     |
| +12     | 䞈 贆 贇 贈 贉 贊 贋 贌                                                                         | 赝 赞 赟 赠                            |
| +13     | 䞉 贍 贎 贏                                                                                     | 赡 赢                                  |
| +14     | 贐 贑 贒 贓 贔                                                                                  |                                        |
| +15     | 䞊 贕 贖 贗 贘                                                                                  |                                        |
| +16     | 䞋 贙 贚                                                                                        |                                        |
| +17     | 贛                                                                                              | 赣                                     |
| +18     | 贜                                                                                              |                                        |
| +22     | 贕                                                                                              |                                        |

 Im Unicodeblock Kangxi-Radikale ist das Radikal 154 unter der Codepointnummer 12.185 (U+2F99) codiert.